# Festivalul Internațional de Film de la Salonic
Festivalul Internațional de Film de la Salonic (Thessaloniki International Film Festival, TIFF; în greacă Διεθνές Φεστιβάλ Κινηματογράφου Θεσσαλονίκης, Festivalul Diethnes Kinimatografou Thessalonikis) este un festival de film din Salonic, Grecia care a devenit una dintre vitrinele principale ale activității unor realizatori noi de film din sud-estul Europei. 
Festivalul are o Secțiune Internațională, o panoramă a filmelor grecești, programul Noi Orizonturi, Studiu Balcanic și numeroase retrospective și ceremonii de recunoaștere a activității unor persoane de frunte din lumea filmului. Festivalul este o competiție în care juriul Secțiunii Internaționale acordă mai multe premii în fiecare an, în special „Golden Alexander” pentru cel mai bun film de lungmetraj.

## Prezentare generală
În perioada 1960-1991, a fost doar un festival al filmului grecesc.  În anii 1980, importanța festivalului a scăzut până în 1992, când s-a decis actualizarea evenimentului ca un festival de film internațional. A 59-a ediție a festivalului TIFF și a avut loc în perioada 1 noiembrie - 11 noiembrie 2018.

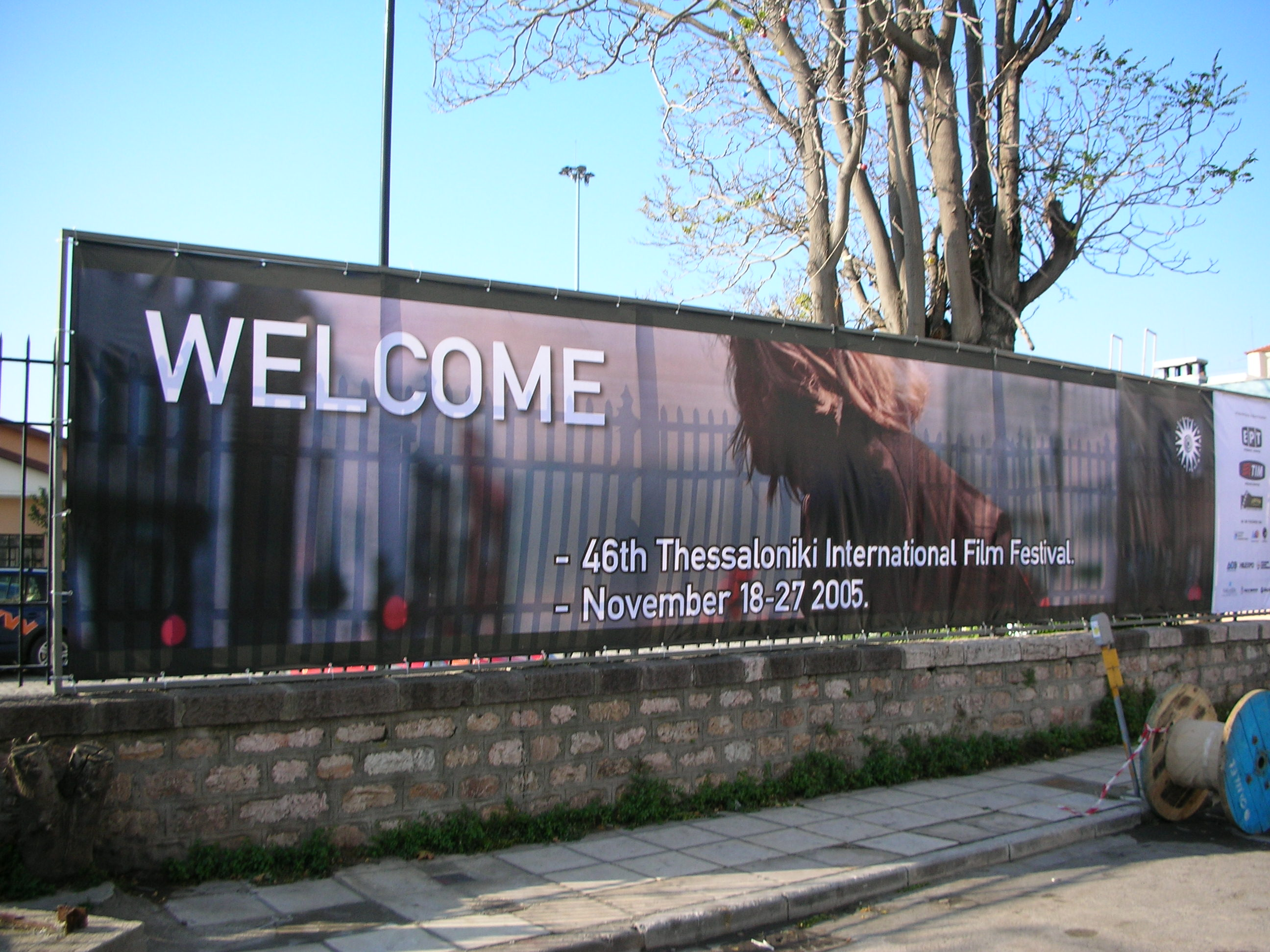
Panou cu Festivalul Internațional de Film Salonic.

Din 1992, Festivalul Internațional de Film de la Salonic a încercat să prezinte cele mai inovatoare filme independente din întreaga lume. Componentele festivalului includ: 
- Secțiunea Concurență Internațională este formată din primul sau al doilea film din cariera unor regizori.
- Panorama necompetitivă a filmelor grecești, o imagine de ansamblu asupra producției locale recente care este urmată de prezentarea premiilor de film de stat acordate de către Ministerul Culturii și Sporturilor din Grecia .
- Secțiunea non-competitivă a Zilelor Independenței este vitrina de vârf pentru ultimele tendințe în producția de filme independente.
- Studiu Balcanic (Balkan Survey), creat în 1994, este un program unic care oferă publicului o fereastră asupra cinematografiei din această regiune a lumii.

În martie 2016, producătorul de film francez Élise Jalladeau a fost numit director al Festivalului Internațional de Film de la Salonic. În mai 2016, criticul de film Orestis Andreadakis  a fost numit regizor artistic. 
Directorul de imagine Giorgos Arvanitis este președinte al consiliului TIFF. 

Retrospectivele și recunoașterea activității unor persoane de frunte din lumea filmului privesc atât maeștrii istorici ai cinematografiei, cât și artiștii debutanți. Din 1993, numeroși regizori au fost reprezentați în aceste ceremonii: 
- John Cassavetes (1992)
- Atom Egoyan (1992)
- Jules Dassin (1993)
- David Cronenberg (1993)
- Nagisa Oshima (1994)
- Nanni Moretti (1995)
- Michael Cacoyannis (1995)
- Krzysztof Kieślowski (1995)
- Bernardo Bertolucci (1996)
- Claude Chabrol (1997)
- Manoel de Oliveira (1997)
- Arturo Ripstein (1997)
- Takis Kanellopoulos (1997)
- Peter Greenaway (1998)
- Nikos Koundouros (1998)
- Akira Kurosawa (1998)
- Jean-Daniel Pollet (1998)
- Ken Loach (1998)
- Pedro Almodóvar (1999)
- Amos Gitai (1999)
- Vasilis Georgiadis (1999)
- Theo Angelopoulos (2000)
- Jerzy Skolimowski (2000)
- John Boorman (2001)
- Dinos Dimopoulos (2001)
- Jan Hřebejk (2001)
- Stanley Kwan (2001)
- Marco Bellocchio (2002)
- Pantelis Voulgaris (2002)
- Bob Rafelson (2002)
- Béla Tarr (2002)
- Giannis Dalianidis (2002)
- Otar Iosseliani (2003)
- Wong Kar-wai (2003)
- João César Monteiro (2003)
- Abbas Kiarostami (2004)
- Víctor Erice (2004)
- Kiyoshi Kurosawa (2004)
- Götz Spielmann (2004)
- Todd Verow (2004)
- Hirokazu Koreeda (2004)
- Michael Winterbottom (2005)
- Hou Hsiao-hsien (2005)
- Nikos Papatakis (2005)
- Kutluğ Ataman (2005)
- Giorgos Panousopoulos (2005)
- Kim Jee-woon (2005)
- Seijun Suzuki (2005)
- Patrice Chéreau (2005)
- Vittorio Storaro (2005)
- Lucian Pintilie (2006)
- Wim Wenders (2006)
- Nuri Bilge Ceylan (2006)
- Stavros Tsiolis (2006)
- Abderrahmane Sissako (2006)
- Jim McKay (director) (2006)
- Jan Švankmajer (2006)
- Jasmila Žbanić (2006)
- Chen Kaige (2006)
- John Malkovich (2007)
- Nikos Nikolaidis (2007)
- John Sayles (2007)
- William Klein (2007)
- Nae Caranfil (2007)
- Lee Chang-dong (2007)
- Yasmin Ahmad (2007)
- Mikio Naruse (2007)
- Gustavo Santaolalla (2008)
- Emir Kusturica (2008)
- Takeshi Kitano (2008)
- Oliver Stone (2008)
- Luc Dardenne (2008)
- Terence Davies (2008)
- Ousmane Sembène (2008)
- Ivan Ladislav Galeta (2008)
- Werner Herzog (2009)
- Goran Paskaljević (2009)
- Alexandre Desplat (2009)
- Susanne Bier (2010)
- Dorota Kędzierzawska (2010)
- Mohamed Al-Daradji (2010)
- Werner Schroeter (2010)
- Apichatpong Weerasethakul (2010)
- Ole Christian Madsen(2011)
- Sara Driver (2011)
- Paolo Sorrentino (2011)
- Ulrich Seidl (2011)
- Constantine Giannaris (2011)
- J. X. Williams (2011)
- Erden Kıral (2011)
- Aki Kaurismäki (2012)
- Andreas Dresen (2012)
- Bahman Ghobadi (2012)
- Cristian Mungiu (2012)
- Lior Shamriz (2012)
- Alain Guiraudie (2013)
- Claire Simon (2013)
- Ramin Bahrani (2014)
- Roy Andersson (2014)
- Kornel Mundruszo (2014)
- Želimir Žilnik (2014)
- Arnaud Desplechin (2015)
- Mircea Daneliuc (2015)
- Philippe Grandrieux (2016)
- Leonardo Favio (2016)
- Zeki Demirkubuz (2016)
- Ruben Östlund (2017)
- Armand Gatti (2017)
- Ida Lupino (2017)
- Ildiko Enyedi (2017)

 Pe lângă ofertele bogate de filme, Festivalul găzduiește panouri, expoziții și alte evenimente artistice, precum: 
- Expoziția de artă Video și televiziune Nam June Paik
- The Strange Objects of Desire of David Cronenberg, concert de Ingrid Caven
- Picturi și colaje de Serghei Paradjanov
- Expoziție foto Periplanissis de Josef Koudelka
- Expoziție de picturi, desene și colaje " Peter Greenaway "
- Maestrul jazz Gato Barbieri în concert

De-a lungul ultimilor cinci ani, Festivalul a evidențiat regizori importanți și a promovat activitatea unor tineri regizori debutanți din întreaga lume. 

## Istorie

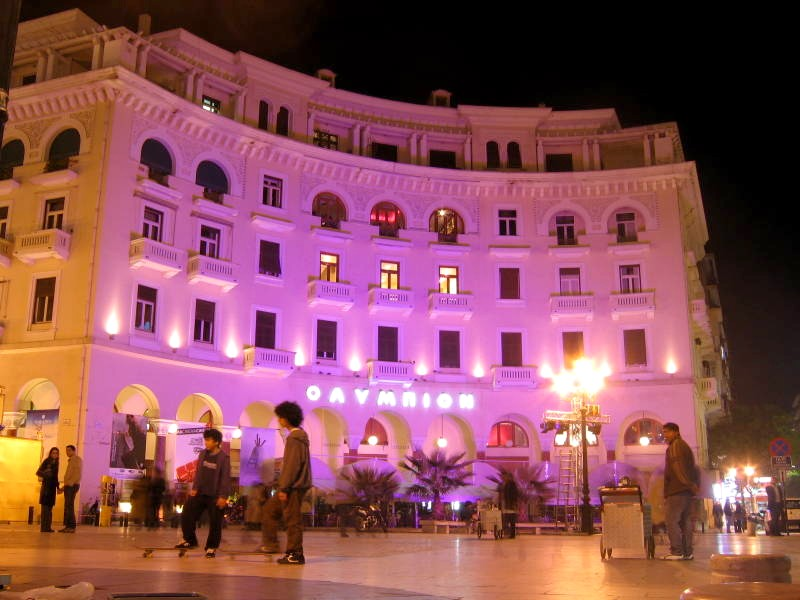
Teatrul Olympion, unde se află sediul central al festivalului

### Festivalul filmului grecesc (1960-1991)

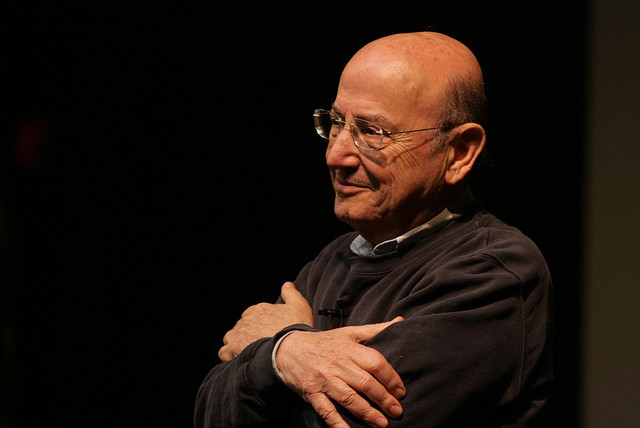
Filmul „Reconstituirea” (Anaparastasi) al lui Theodoros Angelopoulos a câștigat premiul pentru cel mai bun film în 1970, marcând un moment de cotitură în istoria cinematografiei grecești

Prima perioadă a Festivalului de Film de la Salonic începe în 1960 și se termină în 1991. În această perioadă festivalul a prezentat exclusiv filme grecești. Festivalul a avut loc pentru prima dată în 1960, ca o modestă „Săptămână a cinematografiei grecești”. Din 1965 până în 1991 festivalul a fost numit „Festivalul cinematografiei grecești”. În acești ani festivalul a trecut prin diferite faze. În primii ani, festivalul a fost un eveniment social important, cu apariții sclipitoare ale vedetelor locale din showbiz. În timpul juntei militare (1967–1974), a apărut cenzura și în lumea cinematografiei grecești. În perioada Metapolitefsi (după căderea juntei), noua generație de regizori greci a dominat premiile, dar, în același timp, festivalul a devenit din ce în ce mai politizat și au apărut două grupuri opuse de spectatori. Tensiunea dintre aceste două grupuri a atins un maxim în 1977, când festivalul s-a împărțit în două festivaluri diferite. Divizarea a durat doar un an. În anii 1980, importanța festivalului a scăzut până în 1992, când s-a decis actualizarea evenimentului ca un festival de film internațional.

### Festivalul Internațional de Film (1992 - azi)
În 1992, festivalul a devenit un festival internațional de film, recunoscut de Federația Internațională a Asociațiilor Producătorilor de Film (FIAPF). Filmele grecești au concurat într-o secțiune diferită a festivalului, Premiile de Stat ale Filmului Grec (greacă: Κρατικά Βραβεία Κινηματογράφου), până în 2008. În prezent, Festivalul Internațional de Film de la Salonic este un eveniment anual axat pe descoperirea și promovarea noilor regizori din întreaga lume. Timp de zece zile, la mijlocul lunii noiembrie, audiențe de aproximativ 70.000 de persoane, precum și sute de invitați greci și străini participă la proiecții a peste 150 de filme în cinematografele orașului. 

## Premiul pentru cel mai bun film grecesc până în 1992
| - 1960: - - 1961: - - 1962: Electra (1962 film), Michael Cacoyannis - 1963: Young Aphrodites, Nikos Koundouros - 1964: Diogmos, Grigoris Grigoriou - 1965: No Mr. Johnson, Michalis Grigoriou - 1966: Forgotten Heroes (film), Nikos Gardelis - 1967: Silouettes, Kostas Zois - 1968: Parenthesi, Takis Kanellopoulos / Fete în soare, regia Vasilis Georgiadis - 1969: The Girl of 17, Petros Lykas - 1970: Reconstitution, Theodoros Angelopoulos - 1971: What Did You Do in the War, Thanasi?, Dinos Katsouridis - 1972: To proxenio tis Annas, Pantelis Voulgaris - 1973: Lavete Theseis, Dinos Katsouridis - 1974: Kierion, Dimos Theos/Modelo (film), Kostas Sfikas - 1975: The Travelling Players, Theodoros Angelopoulos - 1976: Happy Day (1977 film), Pantelis Voulgaris - 1977: Ifigenia (Iphigenia), Michael Cacoyannis | - 1978: 1922, Nikos Koundouros - 1979: Anatoliki Perifereia, Vasilis Vafeas - 1980: Alexander the Great (1980 film), Theodoros Angelopoulos - 1981: Ergostasio, Tasos Psaras - 1982: Aggelos (film), Giorgos Kantakouzenos - 1983: Rembetiko (film), Costas Ferris - 1984: Loafing and Camouflage, Nikos Perakis - 1985: Stone Years, Pantelis Voulgaris - 1986: Knock-Out (film), Pavlos Tasios/Karavan Serai, Tasos Psaras - 1987: Theophilos (film), Lakis Papastathis/Ta Paidia tis Chelidonas, Kostas Vrettakos - 1988: Akatanikitoi erastes, Stavros Tsiolis - 1989: - - 1990: Erotas sti Chourmadia, Stavros Tsiolis - 1991: - |  |

## Lista câștigătorilor Golden Alexander

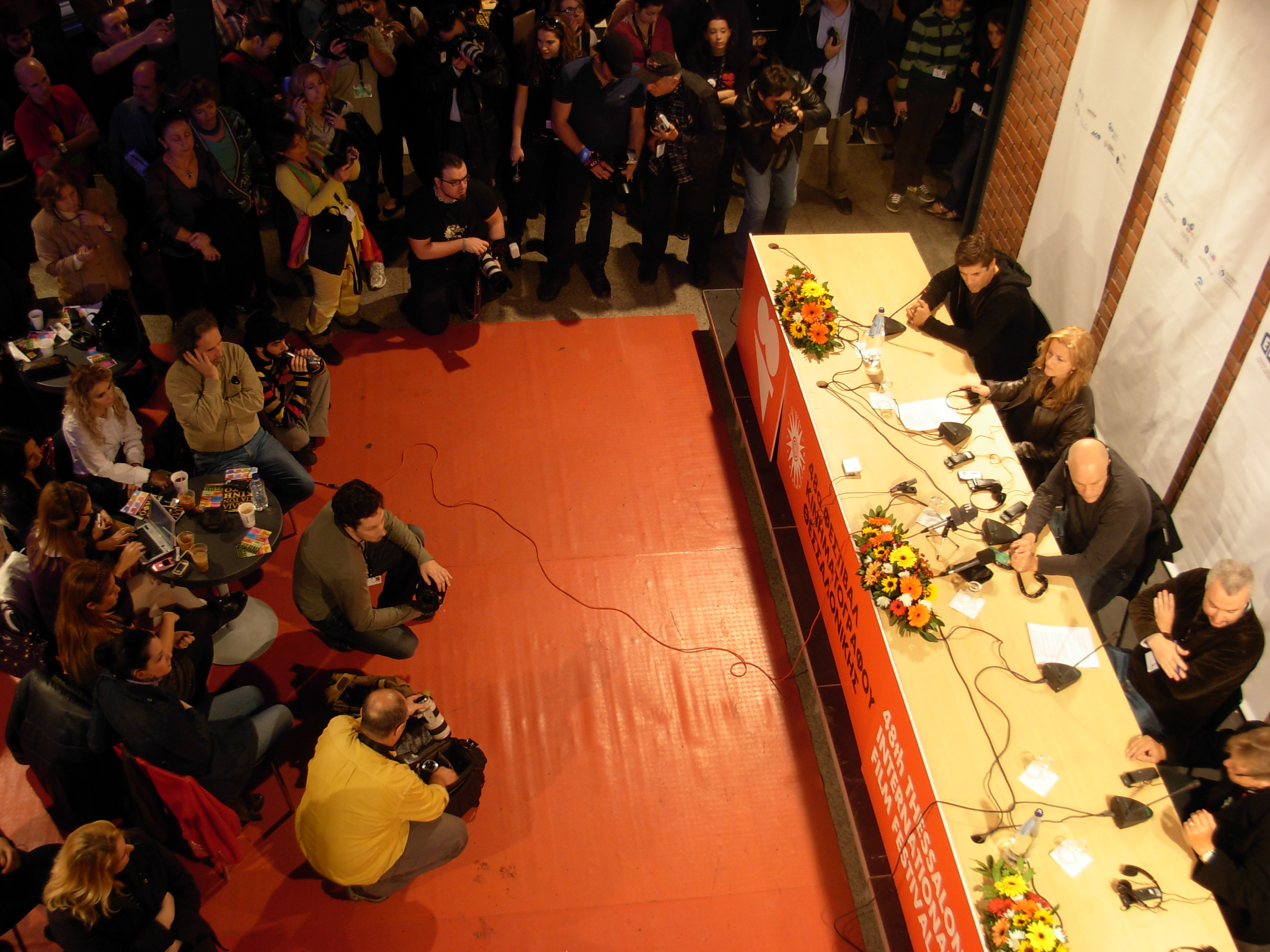
Conferință cu John Malkovich și fostul președinte al Festivalului Georges Corraface.

| An   | Film                     | Regizor                       | Țară             |
| ---- | ------------------------ | ----------------------------- | ---------------- |
| 1992 | Orlando                  | Sally Potter                  | Regatul Unit     |
| 1992 | Dance in the Night       | Aleko Tsabadze                | Georgia          |
| 1993 | From the Snow            | Sotiris Goritsas              | Greece           |
| 1994 | The Days                 | Wang Xiaoshuai                | China            |
| 1995 | Postman                  | He Jianjun                    | China            |
| 1996 | Brothers in Trouble      | Udayan Prasad                 | Regatul Unit     |
| 1997 | Road to Nhill            | Sue Brooks                    | Australia        |
| 1998 | Fishes in August         | Yōichirō Takahashi            | Japonia          |
| 1999 | Shower                   | Zhang Yang                    | China            |
| 2000 | Last Resort              | Paweł Pawlikowski             | Regatul Unit     |
| 2001 | Tirana Year Zero         | Fatmir Koçi                   | Albania          |
| 2002 | Woman of Water           | Hidenori Sugimori             | Japan            |
| 2002 | Blissfully Yours         | Apichatpong Weerasethakul     | Thailand         |
| 2003 | The Last Train           | Aleksei German                | Rusia            |
| 2004 | Bitter Dream             | Mohsen Amiryousefi            | Iran             |
| 2005 | Someone Else's Happiness | Fien Troch                    | Belgium          |
| 2006 | Family Ties              | Kim Tae-yong                  | South Korea      |
| 2007 | The Red Awn              | Cai Shangjun                  | China            |
| 2008 | Over There               | Abdolreza Kahani              | Iran             |
| 2009 | Ajami                    | Scandar Copti and Yaron Shani | Israel / Germany |
| 2010 | Periferic                | Bogdan George Apetri          | Romania          |
| 2011 | Twilight Portrait        | Angelina Nikonova             | Rusia            |
| 2012 | A Hijacking              | Tobias Lindholm               | Denmark          |
| 2013 | The Golden Cage          | Diego Quemada-Díez            | Mexic            |
| 2014 | Perpetual Sadness        | Jorge Perez Solano            | Mexic            |
| 2015 | Rams                     | Grímur Hákonarson             | Islanda          |
| 2016 | Deadly Wheelchairs       | Attila Till                   | Ungaria          |
| 2017 | Ravens (film)            | Jens Assur                    | Suedia           |
| 2018 | Ray & Liz                | Richard Billingham            | Regatul Unit     |
| 2019 | Fire Will Come           | Oliver Laxe                   | Spania           |